# Weapemeoc
Weapemeoc, indijansko pleme porodice Algonquian koje osamdesetih godina 16. atojeća živi na području sjeverno od Albemarle Sounda u Severnoj Karolini. Raleighovi kolonisti ih nalaze u ovom jraju 1584-1589, što pripada današnjim okruzima Currituck, Camden, Pasquotank, i Perquimans. Weapemeoci su bili podijeljeni na više lokalnih ogranaka ili manjih plemena, to su: Weapemeoc vlastiti ili Yeopim s Yeopim Rivera; Pasquotank s Pasquotank Rivera; Perquiman s Perquimans Rivera i Poteskeet, čija je točna lokacija ostala nepoznata. 
Sela što su ih naseljavali bila su Pasquenock (Pasquotank?; na sjevernoj obali Albemarle Sound, vjerojatno u okrugu Camden), Chepanoc (na Albemarle Sound u okrugu Perquimans), Metachkwem (lokacija nepoznata), i Mascoming (na sjevernoj obali Albemarle Sound, u okrugu Chowan). Njihova populacija imala je za vrijeme Raleigha između 700 i 800 ratnika. Weapemeoc plemena svoje zemlje prodaju [1660]. i 1662. i odlaze prema unutrašnjosti. Nakon rata između Engleza i Tuscarora plemena s Albemarle Sounda priključila su se ili Tuscarorama ili Machapungama. Mooney (1928) procjenjuje da ih je 1600. bilo 800, od kojih je 1701. prema Lawsonu. preostalo 200. Pasquotanki su te godine imali tek 10 ratnika, pleme Poteesket 30., dok je populacija svih Yeopima spala na 6 preživjelih pripadnika. Do 1709 godine cjelokupna algonkinska populacija svedena je na 600 duša, a do kraja stojeća preživjelo ih je tek šačica. 

## Vanjske poveznice
- Weapemeoc Indian Tribe
- North Carolina Algonquians